# Tracey Emin

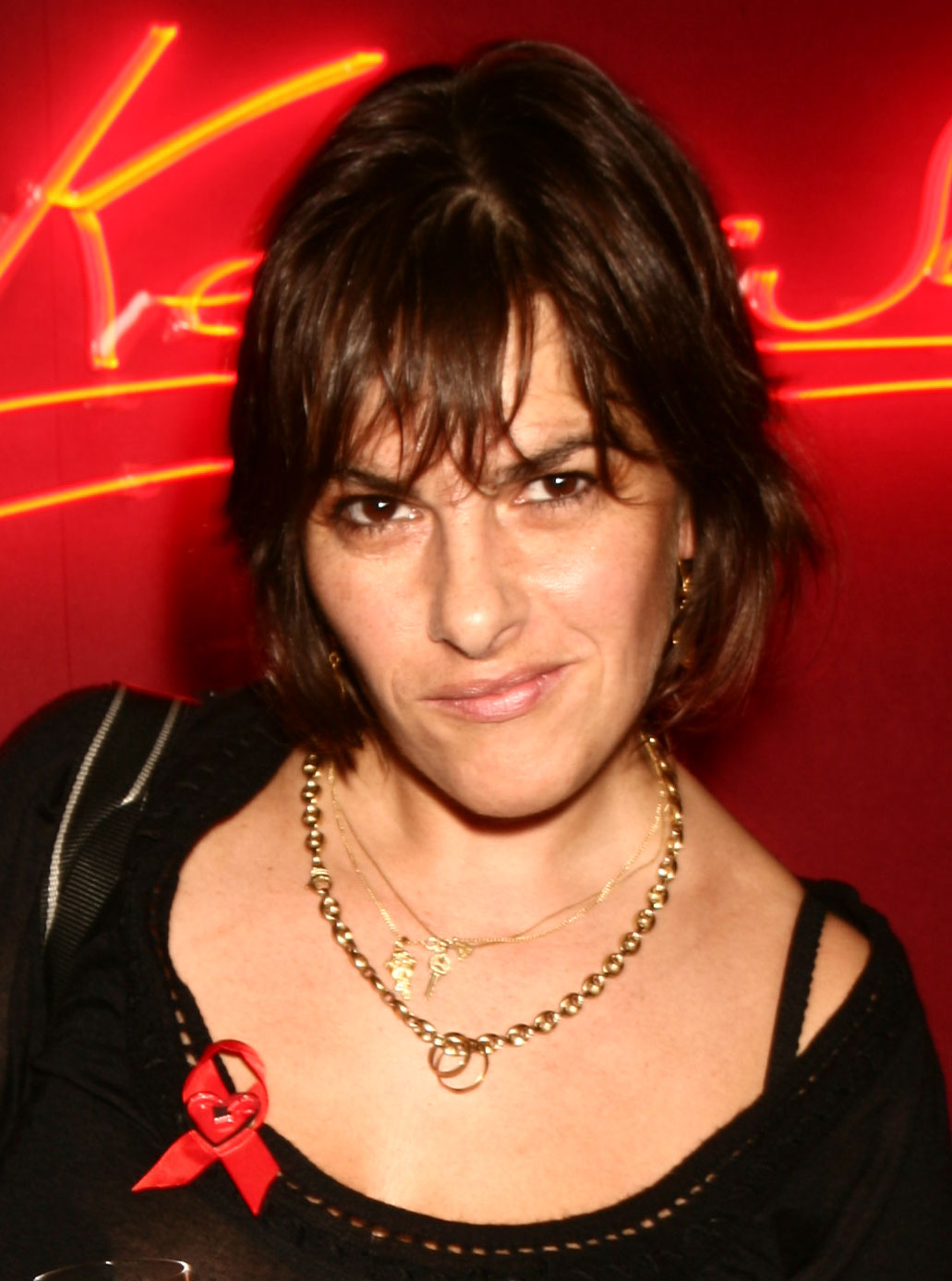
Tracey Emin (2007)

Tracey Emin CBE RA (* 3. Juli 1963 in Croydon, London) ist eine britische Künstlerin. Sie gehört zu den Young British Artists (YBAs).

## Leben und Karriere
Emin und ihr Zwillingsbruder wurden in Croydon geboren und sind in Margate als Kinder einer englischen Mutter mit Roma-Wurzeln und eines türkisch-zypriotischen Vaters aufgewachsen. Emin verließ im Alter von dreizehn Jahren vorzeitig die Schule. 1981 bis 1982 besuchte sie das Medway College of Design in Rochester, Kent, und erwarb ein Modediplom. 1983 bis 1986 studierte sie am Maidstone College of Art und schloss mit dem Bachelor of Fine Arts ab. 1987 zog sie nach London und studierte dort von 1987 bis 1989 Kunst am Royal College of Art sowie Philosophie an der Birbeck University of London. Am Beginn ihrer Karriere steht ihr „Shop“, den sie zusammen mit Künstlerkollegin Sarah Lucas 1993 in Shoreditch eröffnete. Der „Shop“ befand sich in der Bethnal Green Road und existierte nur sechs Monate. Trotzdem gelang es Emin und Lucas mit dem „Shop“ im Kunstbetrieb Fuß zu fassen und sich einen Namen zu machen. Ein Jahr später konnte Emin in der Galerie White Cube in London ihre erste Einzelausstellung zeigen. Diese trug den Namen My Major Retrospective.
Emin ist bekannt für ihre autobiografische Kunst und provoziert oftmals das Interesse der Medien. Sie zählt mit zu den Künstlern der Young British Artists (YBA). Einem größeren Publikum bekannt wurde sie mit Charles Saatchis Ausstellung Sensation in der Royal Academy, die anschließend in Berlin für Aufsehen sorgte. 1994 zeigte sie Exploration of the Soul – Journey Across America mit Lesungen in San Francisco, Los Angeles, San Diego, Detroit, Pittsburgh und New York. 1995 eröffnete Tracey Emin das Museum, das zwei Jahre später wegen zu großer Popularität schließen musste. Im gleichen Jahr erhielt sie den Internationalen Videokunstpreis (ZKM Karlsruhe) und nahm an der 5th Istanbul Biennial teil.
Eines ihrer Werke, My Bed (Mein Bett, entstanden 1998), wurde 1999 in die renommierte Turner-Prize-Ausstellung der Tate Gallery aufgenommen. Es besteht aus ihrem ungemachten Bett, benutzten Kondomen und blutverschmierter Unterwäsche. Das Objekt mit den Spuren einer Liebesnacht wurde 2014 in einer Auktion für 2,2 Millionen Pfund versteigert.
Emin selbst bezeichnet ihre Arbeit als living autobiography. Zeichnungen, Objekte, Wandbehänge, Installationen, Film und Bücher, die Kapitel ihrer teils tragischen Lebensgeschichte erzählen, Geschichten sexuellen Missbrauchs, ihrer Suche nach weiblicher Identität, der Wunsch, aus seinem Leben auszubrechen. Emin konfrontiert den Besucher direkt und provokant mit persönlichen Selbstbekenntnissen.
Mit der Serie International Woman war Tracey Emin 2004 und 2005 am Design von Reisegepäck für das Modehaus Longchamp beteiligt.
Im März 2007 wählte die Royal Academy of Arts (London) Emin zum Mitglied. Sie erhielt den Doktor der Philosophie der London Metropolitan University sowie die Doktorwürde der University of Kent. Im gleichen Jahr zeichnete sie verantwortlich für die Ausgestaltung des britischen Pavillons auf der Biennale in Venedig.
David Bowie verglich Emin mit „William Blake als Frau, geschrieben von Mike Leigh“. Kritiker beschreiben ihre Kunst als Sammlung von Leidenschaft, Verlangen und Leben, gepaart mit roher Offenheit.
Das Kunstmuseum Bern widmete im März 2009 Emin eine Retrospektive über ihr Werk der letzten zwei Jahrzehnte. Die Ausstellung zeigt fahnengroße, mit Parolen verzierte Teppich-Stickereien, Malerei, Videos und Installationen sowie das bekannte Bett. Ob es der Konzeptkunst zuzuordnen sei oder doch eher der „Persönliche-Mythologien“-Richtung, bleibt umstritten. In Bern debattierte man darüber, ob Emin „irgendwo zwischen Andy Warhol und Joseph Beuys anzusiedeln sei.“
2011 wurde Emin zur Professorin für das Fach Zeichnen an der Royal Academy of Arts berufen. Damit ist sie nach Fiona Rae die zweite Professorin an der Royal Academy seit deren Gründung 1768.
Vom 26. Mai bis zum 23. September 2012 wurde im Turner Contemporary in Margate unter dem Titel She Lay Down Deep Beneath the Sea: Tracey Emin at Turner Contemporary eine der bislang umfangreichsten Werkschauen der Künstlerin gezeigt.
Emin lebt seit dem Tod ihrer Mutter wieder in Margate, wo sie ein Studio-Programm für angehende Künstler subventioniert.

## Werke (Auswahl)
- Exploration of the Soul

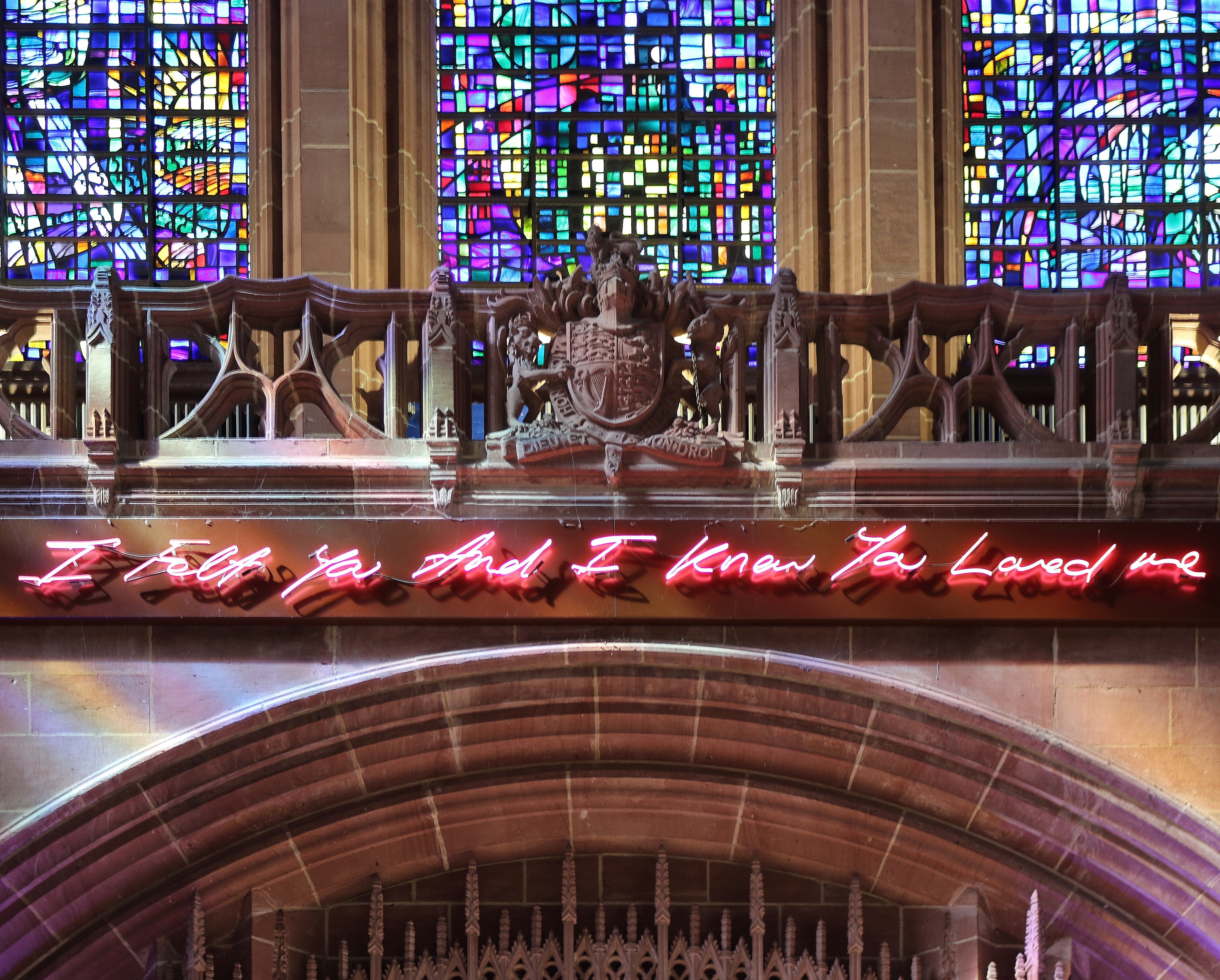
„I felt you and I knew you loved me“
Das Kunstwerk von Tracey Emin in Neonschrift am Westfenster der anglikanischen Domkirche von Liverpool wurde 2008 installiert, als Liverpool den Titel Kulturhauptstadt Europas führte.

- 1996: Everyone I have ever slept with 1963–95 (*)
- Fighting For Love
- The Last Thing I Said Is Don’t Leave Me Here (*)
- 1998: My Bed
- The Interview
- No Chance
- The Hut (*)
- Singing Bird
- Just Love Me, Lichtinstallation, 1998. Sammlung Goetz.
- Buch: Strangeland: Hodder & Stoughton 2006; Deutsche Ausgabe Blumenbar Verlag 2009

Emins Arbeiten waren in Einzelausstellungen in den USA, in Japan und Deutschland zu sehen, so zum Beispiel:
- 2013: Tracey Emin: Angel Without You, Museum of Contemporary Art (North Miami), Florida, USA

(*) Ein Brand in einem Londoner Lagerhaus zerstörte in der Nacht zum 24. Mai 2004 ihre Werke Everyone I have ever slept with 1963–95, The Last Thing I Said Is Don’t Leave Me Here und The Hut.

## Publikationen
- mit Karol Winiarczyk, Diethard Leopold: Tracey Emin | Egon Schiele – Where I Want to Go. Leopold Museum, Wien 2015.
- The Last Great Adventure is You. Fuel, London 2014.
- I Followed you to the Sun. Lehmann Maupin, New York 2013.
- My Photo Album. Fuel, London 2013.
- My Life in a Column. Rizzoli, New York 2011.
- Strangeland. Hodder&Staughton, London 2005.